# Hagymatönkű pókhálósgomba
A hagymatönkű pókhálósgomba (Cortinarius traganus) a pókhálósgombafélék családjába tartozó, Európa és Észak-Amerika fenyveseiben és lomberdeiben honos, mérgező gombafaj.

## Megjelenése
A hagymatönkű pókhálósgomba kalapja 4-12 cm széles, fiatalon majdnem gömb alakú, majd domborúan kiterül. Nem higrofán: színe eleinte élénklila, majd fokozatosan halványokkeresre, sárgásszürkésre kifakul. Felszíne selymes, idősen vagy kiszáradva megrepedezhet. Szélén lilás burokmaraványok lehetnek.
Húsa sárgásbarna, narancsbarnán márványozott. Szaga kellemetlen, acetilénszerű, különösen idős korban (fiatalon inkább gyümölcsös, körtés jellegű szaga lehet és egyes változatainak nincs jellegzetes illata); íze kesernyés. Kálium-hidroxiddal nem ad színreakciót. 
Némileg ritkás, széles lemezei tönkhöz nőttek. Színük kezdetben sárgásbarnás, rozsdás-okkeres, éretten fahéjbarna; élük világosabb. A fiatal lemezeket dús, lilás, pókhálószerű kortina védi. 
Tönkje 5-12 cm magas és 1-5 cm vastag. Alakja bunkós, tövénél gumósan megvastagodott. Színe fiatalon lila, majd a kalaphoz hasonlóan fokozatosan sárgásbarnán kifakul. Felszínén szálas kortinamaradványok lehetnek, amelyek a spóráktól vörösbarnán elszíneződnek. 
Spórapora rozsdabarna. Spórája elliptikus vagy mandula alakú, finoman szemölcsös, mérete 8-10 x 5-6 µm.

### Hasonló fajok
A bakszagú pókhálósgomba és a lilásfehér pókhálósgomba húsa lilás. A bíborlila pókhálósgomba, a lilás pókhálósgomba, a pikkelyestönkű pókhálósgomba esetleg a lila pereszke is hasonlíthat hozzá.

## Elterjedése és termőhelye
Európában és Észak-Amerikában honos. Magyarországon helyenként nem ritka.
Savanyú talajú fenyvesekben, ritkábban lomberdőkben található meg. Júliustól novemberig terem.
Nem ehető, egyes források szerint mérgező és emésztőszervi panaszokat okoz. 

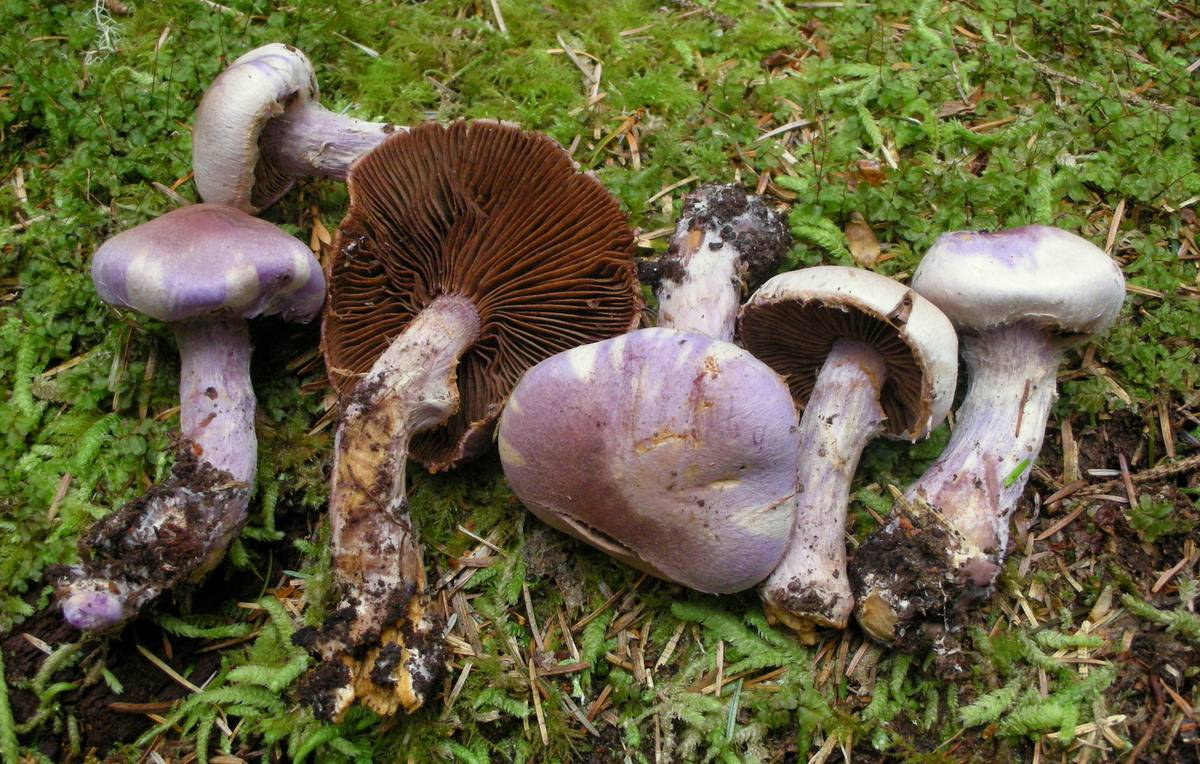
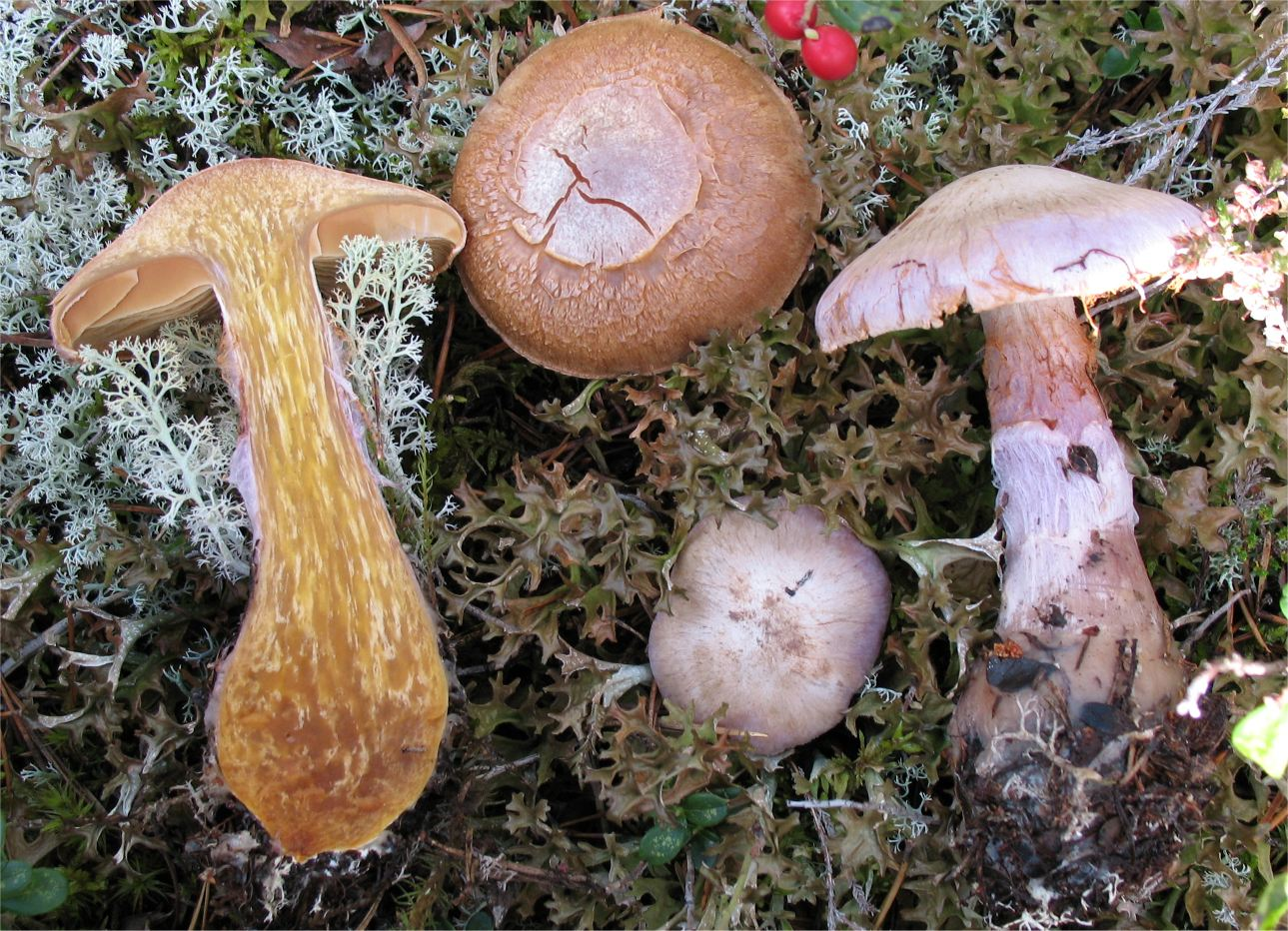
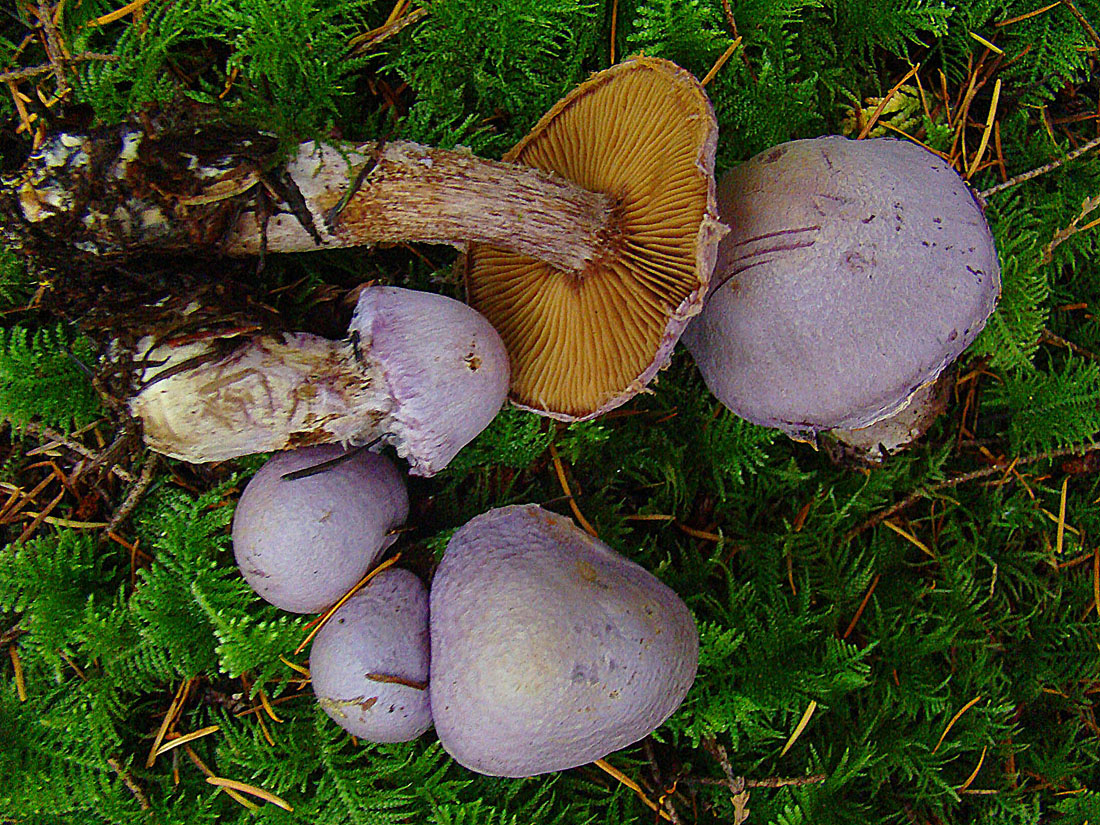
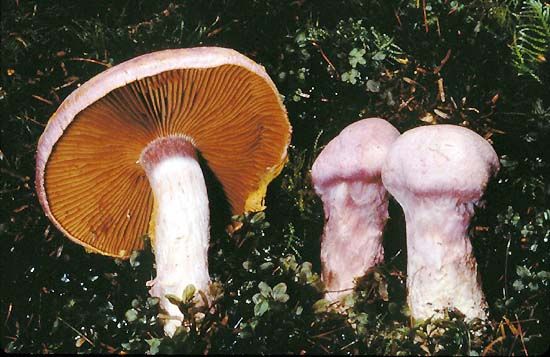
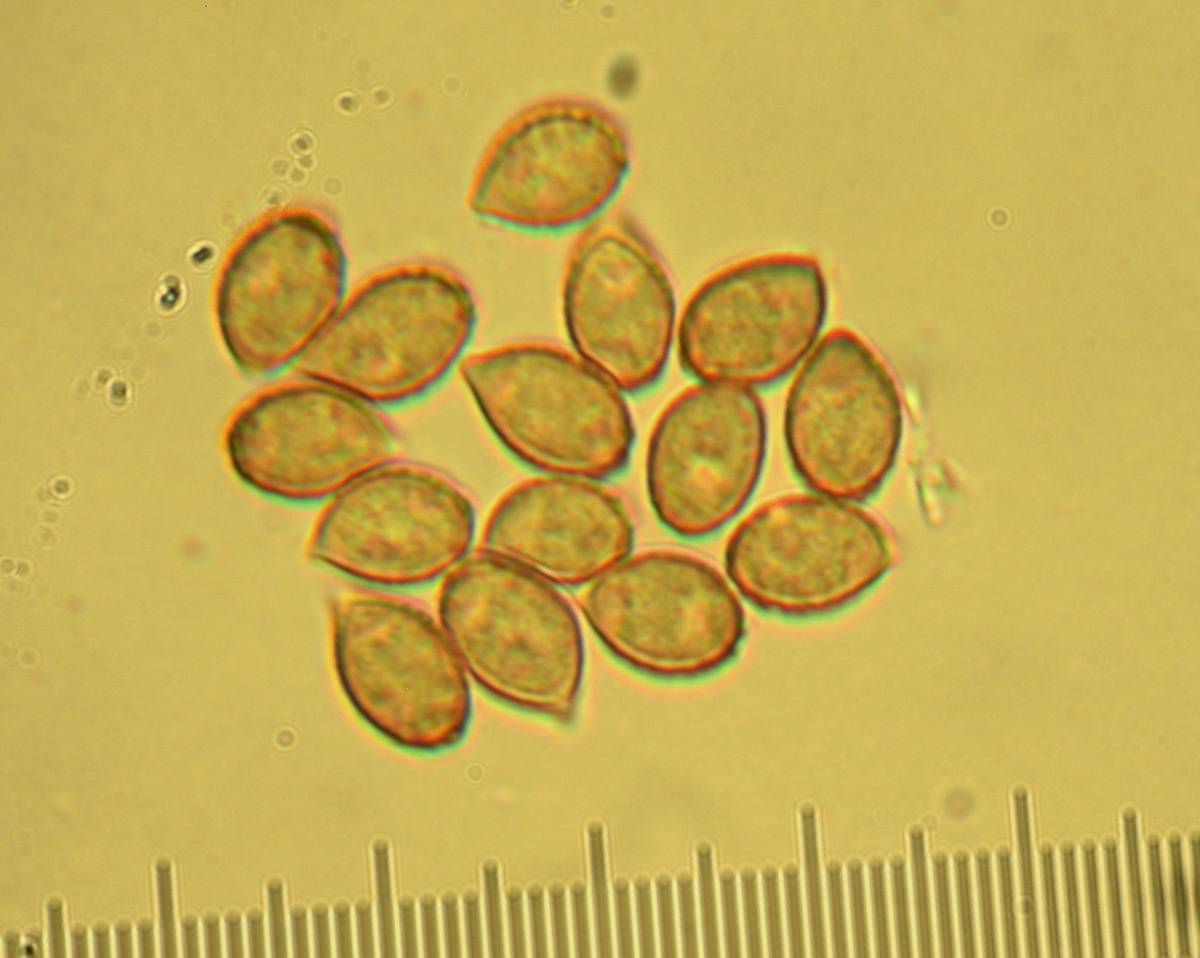